# Bojevnikova pot
Bojevnikova pot je roman o borilnih veščinah slovenskega pisatelja Silvestra Vogrinca. Izšel je leta 2022 (COBISS)

## Snov in motiv
Roman razkriva kitajske borilne veščine, in sicer tradicionalni kung fu in sodobni, športni vu šu. Knjiga je nadaljevanje romana Gladiator (roman), vendar je zaokrožena celota in se lahko bere neodvisno od prve knjige. Gladiator prikazuje sodobne borilne športe, medtem ko Bojevnikova pot govori o kitajskih borilnih veščinah.

## Vsebina
Glavni junak Miha Marolt, sin Benjamina Marolta, šampiona borilnih športov, kot so kikboks, K1, je bojevnik tretjega tisočletja in mojster kung fuja. V otroštvu je žrtev vrstniškega nasilja, zato se odloči za vadbo borilnih veščin. Pot ga popelje na dolgoletno romanje po Kitajski, kjer odkriva zakladnico kung fuja. V Hong Kongu vadi ving čun, prvo veščino legendarnega Bruce Leeja in se zaljubi v slepo mojstrico Niju Ren, v Šaolinu postane Jeklena pest, na Vudangu pa Zmajev bojevnik, v Pekingu se zaljubi v šampionko vu šuja, lepo Mej Vong, upre pa se tudi triadi, zloglasni kitajski mafiji. Na koncu se vrne v domovino, kjer ga čaka nov izziv, stari znanec iz otroštva, nasilnež Stanč, šef mariborskega podzemlja.

## Ocene
Knjiga je prvi slovenski roman o kung fuju. Kronološko je šesti slovenski roman o borilnih veščinah. V svetovni literaturi sodi v zvrst kitajskega romana, ki se imenuje wuxia in izvira iz 14. stoletja.